# Arrigo Sacchi
Arrigo Sacchi (pronunție în italiană [arˈriɡo ˈsakki]; n. 1 aprilie 1946, Fusignano, Emilia-Romagna, Italia) este un antrenor italian de fotbal.
Sacchi nu a jucat fotbal la nivel profesionist niciodată, iar înainte de a fi antrenor a fost vânzător de pantofi. Acest lucru a condus la citatul său faimos pentru cei care se îndoiau de calitățile sale: „Nu mi-am dat seama că pentru de a deveni jocheu trebuie să fi fost cal înainte”.

## Palmares

### Club
Parma
- Serie C1 (1): 1986

Milan
- Serie A (1): 1987-88
- Supercoppa Italiana (1): 1988
- Cupa Campionilor Europeni (2): 1988–89, 1989–90
- Supercupa Europei (2): 1989, 1990
- Cupa Intercontinentală (2): 1989, 1990

### Individual
- Italian Football Hall of Fame: 2011